# Giulio Andreotti
Giulio Andreotti (Rim, 14. siječnja 1919. – 6. svibnja 2013.) talijanski političar, novinar i književnik. Pripadao je kršćanskim demokratima i bio 33 puta članom talijanske Vlade, od toga 7 puta talijanski premijer. Bio je optužen da ima veze s mafijom, ali je na sudu oslobođen od svih optužbi.